# William Graham Swan
William Graham Swan (* 1821; † 12. April 1869 in Memphis, Tennessee) war ein US-amerikanischer Jurist und Politiker.

## Werdegang
William Graham Swan wurde wahrscheinlich in Ost-Tennessee oder Alabama geboren. Er graduierte 1838 am East Tennessee College (heute University of Tennessee) und studierte danach Jura. Seine Studienzeit war von der Wirtschaftskrise von 1837 überschattet. 1843 hatte er eine Anwaltskanzlei in der Gay Street in Knoxville (Knox County). Er war in folgenden Counties tätig: Knox County, Anderson County, Roane County, Campbell County und Claiborne County. Zwischen 1851 und 1853 war er Attorney General von Tennessee.
Anfang der 1850er Jahre betätigte sich Swan in der Landspekulation um Knoxville herum, vor allem im heutigen East Knoxville, welches er half zu erschließen. 1854 erwarb er zusammen mit seinem Schwager Joseph Alexander Mabry junior (1826–1882) mehrere Acres Land im damaligen Norden von Knoxville. Die Stadtgrenze lag damals an der Union Avenue. Er spendete einen Teil dieses Landes an die Stadt zwecks Errichtung eines Markthauses und legte damit den Grundstein für den heutigen Marktplatz. Im selben Jahr gründete er zusammen mit William Montgomery Churchwell (1826–1862) die Knoxville Gas Light Company, welche die ersten Gaslichter auf der Gay Street installierte.
Swan wurde 1854 zum Bürgermeister von Knoxville gewählt und folgte James C. Luttrell (1813–1878) im Amt. Er trat seinen Posten 1855 an und bekleidete diesen bis 1856. Er machte eine Reihe von progressiven Beschlussvorlagen, einschließlich eines Tunnelbaus für die Erweiterung der Eisenbahn und das Anlegen eines Kanals zwischen dem First Creek und dem Second Creek, um einen schiffbaren Zugang zum Tennessee River zu schaffen. Beide genannten Beschlussvorlagen wurden abgelehnt. Eine Maßnahme wurde aber verabschiedet. Im Versuch die wachsende Zahl von lärmintensiven Saloons in der Stadt zu zügeln, wurde dem City Recorder die Vollmacht gegeben, Saloons für eine unbestimmte Zeit zu schließen.
Swan traf 1855 John Mitchel (1815–1875), einen irischen Nationalisten, welcher Knoxville während seines Exils besuchte. Beide gründeten 1857 eine radikale Zeitung, den Southern Citizen. Die Zeitung trat für den Süden und die Sklaverei ein sowie für die Erneuerung des Sklavenhandels über den Atlantik.
1856 wurde Swan zum ersten Bürgermeister von East Knoxville gewählt, welches er ein Jahr zuvor half zu gründen. Er hielt den Posten bis 1859 inne. East Knoxville wurde 1868 in Knoxville eingegliedert.
Swan war ein überzeugter Sezessionist vor dem Bürgerkrieg. Der radikale Pro-Unionist William Gannaway Brownlow (1805–1877) intensivierte seine Angriffe auf Swan und nannte ihn einen gewissenlosen Politiker, nach dem dieser der Demokratischen Partei beitrat, als er von den Whigs abgelehnt wurde. Die Knoxville Whig von Brownlow lag seit den frühen 1850er Jahren im Streit mit den Knoxville Register, welches von Swan mitbegründet wurde. Brownlow wurde Ende 1861 von den Konföderierten festgenommen. Swan schrieb in der Folgezeit einen Brief an den Präsidenten Jefferson Davis (1808–1889), wo er ihn aufforderte Brownlow aufzuhängen.
Im November 1861 wurde Swan in den ersten Konföderiertenkongress gewählt. Dabei besiegte er den Knoxville Attorney John Baxter (1819–1886). 1863 wurde er in den zweiten Konföderiertenkongress wiedergewählt. Als Kongressabgeordneter war er für hohe Einfuhrzölle bei europäischen Nationen, welche sich weigerten die Konföderation anzuerkennen, lehnte eine Bundessteuer ab sowie die Bewaffnung von Sklaven. 1864 machte Swan Schlagzeilen, als er den Kongressabgeordneten von Tennessee Henry S. Foote (1804–1880) angriff, nach dem er Swans Freund, John Mitchel, kritisierte.
Nach dem Ende des Krieges ließ sich Swan in Memphis (Shelby County) nieder, wo er seiner Tätigkeit als Anwalt nachging. Er verstarb dort am 12. April 1869 an den Folgen von Schwindsucht und wurde dann am selben Tag auf dem Elmwood Cemetery beigesetzt.